# Жаркі-Середні
Жаркі-Середні (пол. Żarki Średnie) — село в Польщі, у гміні Пенськ Зґожелецького повіту Нижньосілезького воєводства.
Населення — 599 осіб (2011).
У 1975-1998 роках село належало до Єленьоґурського воєводства.

## Демографія
Демографічна структура станом на 31 березня 2011 року:
|          | Загалом | Допрацездатний вік | Працездатний вік | Постпрацездатний вік |
| -------- | ------- | ------------------ | ---------------- | -------------------- |
| Чоловіки | 305     | 63                 | 213              | 29                   |
| Жінки    | 294     | 56                 | 185              | 53                   |
| Разом    | 599     | 119                | 398              | 82                   |